# Бешар (вилайет)
Беша́р (араб. ولاية بشار‎) — вилайет в западной части Алжира, одноимённый своему административному центру, городу Бешар.

## Географическое положение
Вилайет Бешар граничит на западе с Марокко, с алжирскими вилайетами Наама на севере, Эль-Баяд на северо-востоке, Адрар на юге и Тиндуф на юго-западе.
По территории вилайета протекает река Гир (en:Oued Guir), на которой расположены такие населённые пункты как Абадла, Игли (Igli), Бени-Аббес и Керзаз (en:Kerzaz).
Транссахарские торговые пути, проходящие через этот регион, играли важную роль в его экономике в досовременные времена, но в настоящее время они вытеснены.
Существует небольшая туристическая индустрия, ориентированная особенно на Тахит (en:Taghit). Бешар, рост которого из небольшой деревни начался только в начале XX века, стал главным городским и административным центром.

## Административное деление
Административно вилайет разделен на 12 округов и 21 коммун:

### Округа

Округа вилайета Бешар

| № на карте | Округ                      | Число коммун | Площадь, км² | Население, чел. (2008) |
| ---------- | -------------------------- | ------------ | ------------ | ---------------------- |
| 1          | Бешар (Béchar)             | 1            | 5050         | 171 724                |
| 2          | Бени-Униф (Beni Ounif)     | 1            | 16 600       | 11 209                 |
| 3          | Лахмар (Lahmar)            | 3            | 3220         | 3614                   |
| 4          | Кенадса (Kenadsa)          | 2            | 5040         | 14 630                 |
| 5          | Тагит (Taghit)             | 1            | 8040         | 6505                   |
| 6          | Абадла (Abadla)            | 3            | 12 100       | 22 006                 |
| 7          | Табельбала (Tabelbala)     | 1            | 60 560       | 5248                   |
| 8          | Игли (Igli)                | 1            | 6220         | 6833                   |
| 9          | Бени-Аббес (Beni Abbes)    | 2            | 13 170       | 12 683                 |
| 10         | Эль-Уата (El Ouata)        | 1            | 7950         | 7702                   |
| 11         | Керзаз (Kerzaz)            | 3            | 19 310       | 10 076                 |
| 12         | Улед-Худир (Ouled Khoudir) | 2            | 4140         | 7 621                  |